# مهدي نصير أوغلو
مهدي نصير أوغلو (بالفارسية: مهدی نصیراوغلو)، وهو لاعب إيراني لكرة القدم سابق ومركزه لاعب وسط، شارك مع منتخب بلاده في دورة الألعاب الآسيوية سنة 1951م، ولعب مع نادي شاهين وتاج الإيرانيتين.